# Сербин, Иван Иванович
Иван Иванович Сербин (12 сентября 1911, Оболонь — 8 июня 1975) — советский военный лётчик, генерал-майор ВВС СССР.

## Биография
Родился 12 сентября 1911 года в селе Оболонь (Семёновский район Полтавской области). В рядах РККА с 24 августа 1933 года. Окончил в ноябре 1935 года Харьковскую военную авиационную школу лётчиков. С августа 1939 года военком 3-й авиаэскадрильи 13-го истребительного авиационного полка Краснознамённого Балтийского флота. Участвовал в советско-финской войне, тогда был награждён орденом Красного Знамени. С июля 1940 года заместитель командира по политчасти 11-й отдельной истребительной авиационной эскадрильи, с мая 1941 года заместитель командира по политчасти 2-й авиаэскадрильи 2-го учебного резервного полка. Батальонный комиссар.

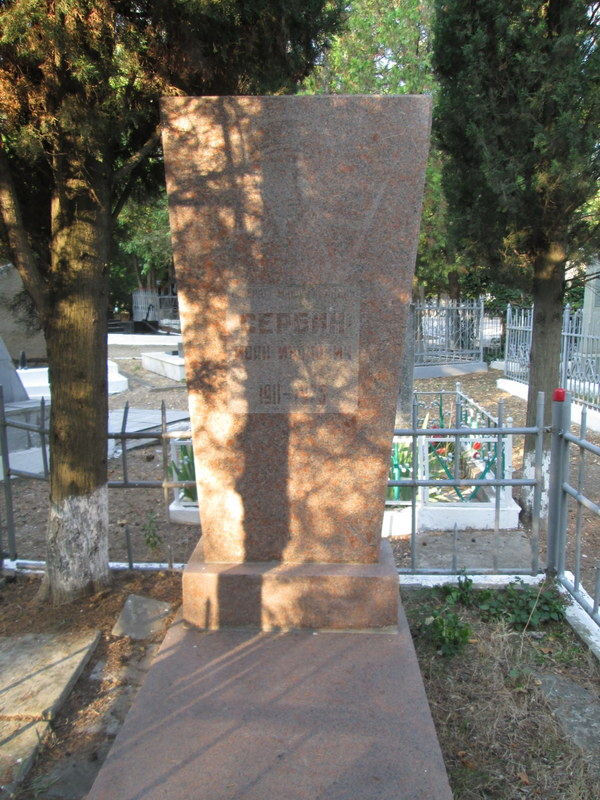
Могила Сербина на кладбище Коммунаров в Севастополе.

На фронте Великой Отечественной войны с 22 июня 1941 года.
- Военком 104-й отдельной истребительной авиационной эскадрильи с августа 1941 года (в составе 13-го истребительного авиационного полка). 21 ноября 1941 года в районе деревни Шалдиха воздушном бою сбил немецкий истребитель Ме-109. Награжден орденом Красного Знамени.
- Военком и полковой комиссар 71-го истребительного авиационного полка с февраля 1942 года. В марте-апреле 1942 года в составе группы сбил два финских истребителя ФД-21.
- Военком 61-й истребительной авиационной бригады с 3 июля 1942 года. В ночь на 2 июня 1942 года в воздушном бою около острова Котлин полковой комиссар Сербин сбил два бомбардировщика He-111. В ночь на 5 июня 1942 года сбил один бомбардировщик He-111 лично и один в группе. Был награжден орденом Отечественной войны II степени.
- Начальник политотдела 61-й истребительной авиационной бригады с 15 октября 1942 года. При переаттестации присвоено звание полковника.
- Заместитель командующего по политчасти, начальник политотдела ВВС КБФ с 4 ноября 1943 по 9 мая 1945 года. Приказом командующего Балтийским флотом 27 февраля 1944 года полковник Сербин был награжден орденом Красного Знамени.
- Генерал-майор авиации с 5 ноября 1944 года. 26 июня 1945 года указом Президиума Верховного совета генерал-майор Сербин был награжден орденом Нахимова I степени.

За годы войны генерал-майор Сербин совершил 158 боевых вылетов (в том числе 16 на штурмовку), провёл 92 воздушных боя, сбил лично 5 самолётов противника и ещё 3 в группе с другими лётчиками. В июле 1943 года представлен к званию Героя Советского Союза.
После войны продолжил службу в ВВС на командных должностях:
- Заместитель командующего по политчасти ВВС Северного флота до августа 1946 года
- Заместитель командующего по политчасти в 1947—1949 годах 5-го ВМФ
- Начальник политотдела и заместитель по политчасти в 1949—1951 годах командующего 5-го ВМФ
- Начальник 3-го отдела авиации ВМС в 1953 году
- Начальник политотдела 4-го ВМФ в 1953—1956 годах
- Начальник политотдела Черноморского флота в 1956—1959 годах

В отставке с января 1959 года. Жил в Севастополе. Умер 8 июня 1975 года в Севастополе, похоронен там же на кладбище Коммунаров.
Кавалер орденов Ленина, Красного Знамени (четырежды), Отечественной войны 2-й степени, Нахимова 1-й и 2-й степени, Красной Звезды, награждён многими медалями.